# State Building
State Building (deutsch „Staatsbildung, Staatsaufbau“) ist ein Begriff aus der Staatstheorie, womit der Aufbau eines funktionsfähigen Staates bezeichnet wird. Eine Diskussion dazu wird vor allem in der englischsprachigen Literatur geführt; ist aber auch für den deutschsprachigen Raum interessant. Dieser Terminus fand seine erste weitere Verbreitung im Zusammenhang mit der Bildung von westeuropäischen Staaten und thematisierte die Machtdurchsetzung des Staates gegenüber der Gesellschaft (siehe Tilly 1975).
Im Vordergrund der theoretischen Betrachtungen zum State Building steht generell die Durchsetzung von Staatsmacht unter Bedingungen des staatlichen Wandels. Darüber hinaus müssen sich Staaten in Umbruchsprozessen oder solche mit schwachen Staatsstrukturen den Herausforderungen stellen, welche der (Neu-)Aufbau von Staatsstrukturen und -aufgaben mit sich bringt. Beispiele sind die Nachfolgestaaten der Sowjetunion oder Jugoslawiens, aber auch Afrika südlich der Sahara. Ob es in den vergangenen Jahren tatsächlich zu einem Zerfall staatlicher Institutionen gekommen ist, der nun eine veränderte Politik nötig macht, ist in der wissenschaftlichen Literatur umstritten (vgl. Schlichte 2005).
Das State Building beinhaltet unter anderem den Aufbau von Institutionen und die Institutionalisierung von staatlichen Abläufen. State Building kann man zusätzlich mit der Herausbildung eines staatlichen Zentrums und der Integration der Peripherie in zentralstaatliche Strukturen gleichsetzen bzw. als den Wandel von Informalität zur Formalität verstehen.
Charles Tilly beschreibt die Segnungen des State Building folgendermaßen:

“State building provided for the emergence of specialized personnel, control over consolidated territory, loyalty, and durability, permanent institutions with a centralized and autonomous state that held the monopoly of violence over a given population.”

## Stand der Diskussion
Die ältere Literatur zu State Building befasst sich im Allgemeinen mit dem Grad von Staatlichkeit, der nötig ist, um die Beziehungen zwischen dem Staat und der Gesellschaft zu regeln. Genannt seien hier die Autoren Charles Tilly, Theda Skopcol, Gabriel Almond, Joel Migdal und Stephen Krasner. Vordergründig werde die Beziehungen von Akteuren aus Staat und Gesellschaft betont, oftmals stehen aber institutionelle Aspekte dieser Interaktionen im Vordergrund.
In den letzten Jahren wird mit State Building das „Staaten bauen“ (Fukuyama: State-Building) umrissen. Das bedeutet, die Unzulänglichkeiten von schwachen Staaten abzubauen und ihre staatlichen Fähigkeiten zu erhöhen. Fukuyama formuliert es folgendermaßen: “State-building is the creation of new government institutions and the strengthening of existing ones.” Das betrifft insbesondere Staaten, die einen Prozess der „Degeneration“ durchmachen, sei es durch den Zusammenbruch übergeordneter (Großmacht-)Strukturen oder durch kriegerische Auseinandersetzungen.
Das Thema state building hat seit den späten 1990er Jahren in der westlichen Politik und Wissenschaft Konjunktur, weil sich hier ein Konvergenzpunkt der institutionellen Interessen von sicherheitspolitischen und entwicklungspolitischen Akteuren ergeben hat. Für beide ergeben sich aus diesem Paradigma gute Legitimationen ihrer weiteren Finanzierung aus Steuergeldern.
Der Aufbau eines Staates kann nur mit der entsprechenden Staatsmacht geschehen. Institutioneller Wandel und der Aufbau eines funktionsfähigen Staates erfordern überdies Klarheit über die wesentlichen Komponenten von Staatlichkeit. Das State Building beinhaltet, dass Minimalanforderungen an einen funktionsfähigen Staat aufgestellt werden (World Bank 1997). Damit werden die Grundbausteine zur Leistungs- und Funktionsfähigkeit des Staates gelegt. Behindernd wirkt sich die Tatsache aus, dass State Building häufig in einem unsicheren Umfeld erfolgt, in dem die alten Regeln ihre Gültigkeit verloren haben.
Autoren, welche mit dem Begriff des State Building operieren, stellen keinen standardisierten Katalog von Faktoren auf, welche den Aufbau von staatlicher Leistungsfähigkeit fördern oder behindern, sondern verweisen eher auf klassische Staatstheoretiker und funktionale Aspekte des Staatsaufbaus (z. B. Tilly 1975). Bestandteile des State Building variieren von Autor zu Autor. Kuzio et al. (1999) betonen den Einfluss von Eliten und Institutionen, Fukuyama (State-Building und The Imperative of State-Building) Institutionen, Migdal (2001) Eliten und gesellschaftliche Aspekte. Zu den Wechselverhältnissen der einzelnen Komponenten existieren vereinzelte Studien (z. B. Gallina 2006).

## Aussagen zum Zustand eines Staates
Der State-Building-Ansatz eignet sich für die Analyse der Verfasstheit eines Staates. In einem ersten Schritt werden die Legitimität und Macht eines Staates allgemein identifiziert. In einem weiteren Schritt kann die Qualität des Staates in verschiedenen Bereichen untersucht werden.
Politischen Institutionen kommt eine wesentliche Funktion als Instrument der Machtdurchsetzung eines Staates zu. Ihre Entstehungs- und Wandlungsbedingungen sind ein zentrales Thema des State Building.
In der Regel sind für einen funktionsfähigen Staat folgende Komponenten unverzichtbar: die Staatsmacht wird mittels formeller Institutionen durchgesetzt, informelle Normen und Netzwerke sind in formelle Strukturen eingebettet, die Eliten des Staates identifizieren sich mit demselben und setzen die Staatsmacht zum Wohl der Gesellschaft ein und die Gesellschaft wird in Staatsentscheide einbezogen.